# Michel Péna
Michel Péna est un paysagiste français né au Bouscat, en Gironde, en juillet 1955.

## Biographie
Michel Péna est diplômé de l'École nationale supérieure de paysage de Versailles (ENSP), en 1983. Il rencontre au cours de ses études Christine Péna. Ils fondent à Paris leur agence Parages à leur sortie de l'ENSP avec François Brun. Leur agence s'est appelée successivement  Atelier de l’Entre Deux en 1995, Pena & Pena en 2002, puis Péna Paysages en 2011.
En 1987, leur agence remporte le concours pour le Jardin Atlantique au-dessus de la dalle de la gare de Paris-Montparnasse qui est livrée en 1994.
Il a été président de la Fédération française du paysage entre 2008 et 2011.
Il est autorisé à porter le titre de paysagiste concepteur depuis le 1er décembre 2017.
Depuis 2018, il préside la Fondation Paysages dont le siège devrait être à l'abbaye de Roseland, à Nice.

## Réalisations principales
- Jardin Atlantique, en 1994 ;
- Rocade Sud-Est de Bordeaux, sur 6 km, en 1994 ;
- Parc du Bois Bonvallet, à Amiens, en 2002 ;
- Promenades Blossac et de la place de l’Hôtel de Ville de Châtellerault, en 2003 ;
- Parc urbain Vert-de-Maisons à Maisons-Alfort, en 2005 ;
- Parc des Guillands à Bagnolet Montreuil, en 2006 ;
- Espaces publics du quartier des Rocailles à Biarritz, en 2007 ;
- Trois jardins publics, sur les nouvelles dalles de couverture du RER à Vincennes et Fontenay, en 2008 ;
- Opération de 70 villas à Pékin, en Chine, en 2010 ;
- Parc de l’hippodrome de Pornichet, en 2013 ;
- Parc public dans le quartier de l’Ousse des Bois, à Pau, en 2013 ;
- Promenade du Paillon, Nice, en 2013 ;
- Parc public sur les pelouses de l’hippodrome d'Auteuil, Paris, en 2014.

## Publications
- avec Christine Péna, Paysages choisis et jardins d’artifice, 2005
- avec Christine Péna, Pour une troisième nature, ICI Interface (collection Green vision), 2010,  (ISBN 978-2-916977-12-6)
- avec Michel Audony, Petite histoire du jardin et du paysage en ville à travers les âges, Alternatives, 2012,  (ISBN 978-2-86227-710-3)
- Jouer du paysage, AAM Editions, 2016,  (ISBN 978-2-87143-313-2)